# Philip Morris International
Philip Morris International (PMI, «Филип Моррис Интернэшнл» (ФМИ)) (NYSE: PM) — американская табачная компания, один из крупнейших производителей сигарет в мире.
До 2008 года ФМИ входила в состав Altria Group, а с 28 марта 2008 года стала независимой компанией.
ФМИ выпускает табачную продукцию на 46 фабриках и реализует их в 180 странах. Наиболее известные производимые марки: Marlboro, Parliament, Bond, Chesterfield, L&M, Next, HEETS (табачные стики для электронной системы нагревания табака IQOS).
По состоянию на 2017 год 72,7 % акций компании принадлежит институциональным инвесторам, крупнейшие из которых Capital Group Companies, The Vanguard Group, BlackRock, State Street Corporation, T. Rowe Price.
Штаб-квартира расположена в Лозанне (Швейцария).

## История
Первооснователем корпорации был предприниматель из Лондона Филип Моррис, в 1847 году открывший свой первый магазин на Бонд-стрит, где продавались табак и сигареты. В 1881 году сын Филипа Морриса — Леопольд Моррис, совместно с партнёром Джозефом Грунебаумом основали Philip Morris & Company and Grunebaum, Ltd.. В 1885 году компания сменила название на Philip Morris & Co., Ltd.. В 1894 году контроль над корпорацией перешел Уильяму Кертису Томсону и его семье, и в 1902 году торговая марка была зарегистрирована в Нью-Йорке. В 1919 году корпорация была приобретена компанией из США и получила регистрационное свидетельство в штате Вирджиния, как Philip Morris & Co., Ltd, Inc.
В 1924 году Philip Morris & Co., Ltd, Inc. начала выпускать сигареты Marlboro. В 1972 году сигаретный бренд Marlboro стал самой продаваемой маркой в мире.
В 1954 году Philip Morris & Co., Ltd, Inc. открыла первый филиал за пределами США Philip Morris (Австралия).
В 1955 году компания выпустила первую «твёрдую пачку».
В 1987 году Philip Morris Companies Inc зарегистрировала компанию Philip Morris International (ФМИ) в качестве операционной.
В 2001 году штаб-квартира корпорации была переведена из Рай-Брук (Нью-Йорк, США) в Лозанну (Швейцария).
27 января 2003 года ФМИ официально изменила своё название на Altria Group. 28 марта 2008 года ФМИ была выведена из Altria и преобразована в независимую группу.
В 2009 году все исследовательские подразделения ФМИ были размещены в новом научном центре в городе Невшатель (Швейцария). Объем инвестиций составил $120 млн.
В 2014 году ФМИ инвестировала более $670 млн в строительство завода по производству стиков для IQOS в Болонье (Италия). Тогда же ФМИ приобрела британскую компанию по производству электронных сигарет NICOCIGS ltd (бренды Nicolites и Vivid).
В 2014 году ФМИ запустила продажи устройства IQOS — электронной системы нагревания табака. Однако использование IQOS не является безвредным и не исключает риски для здоровья, связанные с потреблением табака.
В 2015 году ФМИ запустила продажи электронных сигарет Solaris в Испании и Израиле.
В сентябре 2016 года было завершено строительство завода по производству табачных стиков в Болонье (Италия). Сумма инвестиций в строительство составила 500 млн евро.
В 2018 году ФМИ анонсировала запуск электронных сигарет IQOS MESH — устройство, использующее испарители на сетке и картриджи VEEV с предзаправленной жидкостью.
В августе 2020 года ФМИ представила новый продукт KT&G — lil SOLID — на российском рынке. lil SOLID весит 84 грамма и имеет microUSB порт. Вместо HEETS используются стики Fiit. Устройство похоже на IQOS 3 MULTI, но его хватает на 4 сеанса использования подряд и 20 сеансов всего, а IQOS 3 MULTI рассчитан на 10 сеансов всего.
В мае 2022 года стало известно, что ФМИ ведет переговоры о покупке своего европейского конкурента — компании Swedish Match, производителя бездымного табака и зажигалок «Cricket». Сделку планируется заключить до 30 сентября, ее сумма составит 16 млрд долларов.
В мае 2023 года компания заявила о постепенном отказе от производства традиционных сигарет и увеличении доли менее вредной для здоровья продукции.

## Показатели деятельности
Согласно отчету за 2019 год, ФМИ продала на 114 млрд меньше пачек сигарет по сравнению с 2018 годом. Общий объем продаж в 2019 году, исчисляемый в штуках, составил 766,4 млрд единиц сигарет. Продажи табачных стиков для IQOS выросли на 44,2 %, до 59,7 млрд единиц.
По состоянию на июнь 2020 года общее число совершеннолетних пользователей IQOS в мире достигло 15,4 млн, из которых используют IQOS 11,2 млн.
В 2019 году чистая прибыль компании составила $7,728 млрд. Выручка от продаж составила $77,921 млрд. Во II квартале 2020 года доля рынка ФМИ в мире составила 28 % (без учета рынков КНР и США).